# Corjo Jansen
Cornelis Johannes Henricus (Corjo) Jansen (Geldrop, 1 september 1961) is een Nederlandse hoogleraar in de rechtsgeschiedenis en in het Burgerlijk recht aan de Radboud universiteit Nijmegen en bijzonder hoogleraar in het Romeinse recht aan de Universiteit van Amsterdam. 
Jansen bezocht vanaf 1973 het Lyceum Augustinianum in Eindhoven. Hij studeerde Nederlands recht in Utrecht, en in 1983 werd hij student-assistent Romeins recht en voorzitter van het Algemeen Rechtshistorisch Dispuut Salvius Julianus. In 1984 studeerde hij af, en werd wetenschappelijk assistent. Hij promoveerde in 1987 op een proefschrift over Frederik Adolf van der Marck (1719-1800) onder promotor prof. mr. G.C.J.J. van den Bergh.
In Groningen was hij medewerker bij prof. mr. J.H.A. Lokin. In 1998 werd hij benoemd in Nijmegen, als opvolger van prof. mr. Paul Nève.
Zijn publicaties betreffen vrijwel alle terreinen van de rechtsgeschiedenis, maar de nadruk van zijn werk ligt op de rechtsgeschiedenis van de Tweede Wereldoorlog, het arbeidsrecht en vooral de (privaat)rechtsgeschiedenis van de negentiende eeuw.
Met ingang van 1 september 2023 werd Jansen benoemd tot lid van de Restitutiecommissie. Daarnaast bekleedt hij diverse bestuurs- en toezichtfuncties, zo is hij onder meer bestuursvoorzitter van de Grotius Academie en van het Onderzoekscentrum Onderneming & Recht. In 2022-2023 was hij voorzitter van de Nederlandse Juristen-Vereniging.

## Boeken
Jansen is auteur of co-auteur van de volgende boeken:
- Van Kemper tot Hamaker. Een onderzoek naar de encyclopedie van het recht in de negentiende eeuw, Zwolle: W.E.J. Tjeenk Willink 1990.
- Van Struycken tot Telders. Onderzoekingen naar anderhalve eeuw inleidend juridisch onderwijs in Nederland, Zwolle: W.E.J. Tjeenk Willink 1992.
- De Hoge Raad en de Tweede Wereldoorlog. Recht en rechtsbeoefening in de jaren 1930-1959, Amsterdam: Boom 2012 (met Derk Venema).
- De wetenschappelijke beoefening van het burgerlijke recht in de lange 19e eeuw, Deventer: Wolters Kluwer 2015.
- De wetenschappelijke beoefening van het burgerlijke recht van 1940 tot 1992, Deventer: Wolters Kluwer 2016.
- Grepen uit de geschiedenis van de Nijmeegse juridische faculteit (1923-2023), Amsterdam: Boom 2021.
- De wetenschappelijke beoefening van het staatsrecht in Nederland tot 1983. Methoden en inspiratie, Amsterdam: Boom 2022 (met Joost Sillen).